# 戈羅季謝 (科佐瓦區)
49°29′54″N 25°21′10″E / 49.49833°N 25.35278°E
戈羅季謝（烏克蘭語：Городище）是位於烏克蘭西部特諾皮爾州裏特諾皮爾區的村莊，處於沃蘇什卡河畔，始建於1476年，面積0.17平方公里，2001年人口959。